# Associazione Calcio Femminile Brescia Femminile 2011-2012
Questa voce raccoglie le informazioni riguardanti l'Associazione Calcio Femminile Brescia Femminile Associazione Sportiva Dilettantistica nelle competizioni ufficiali della stagione 2011-2012.

## Organigramma societario
Area tecnica
- Allenatore: Nazzarena Grilli (fino al 13 maggio 2012)
- Allenatore: Miro Keci (dal 14 maggio 2012)
- Allenatore in seconda: Barbara Frontini
- Preparatore dei portieri: Walter Ciribelli
- Medico sociale: Maria Conforti
- Massaggiatore: Ivano Catini
- Massaggiatore: Simone De Medici

## Rosa
Rosa, numerazione e ruoli tratti dal sito ufficiale della società.
| N. |                     | Ruolo | Calciatrice        |
| -- | ------------------- | ----- | ------------------ |
|    | Italia (bandiera)   | P     | Marisa Gorno       |
|    | Slovenia (bandiera) | P     | Lucija Mori        |
|    | Italia (bandiera)   | D     | Chiara Baroni      |
|    | Italia (bandiera)   | D     | Roberta D'Adda     |
|    | Italia (bandiera)   | D     | Erica Lonati       |
|    | Italia (bandiera)   | D     | Valentina Pedretti |
|    | Italia (bandiera)   | D     | Viviana Schiavi    |
|    | Italia (bandiera)   | D     | Stefania Zanoletti |
|    | Italia (bandiera)   | D     | Elisa Zizioli      |
|    | Italia (bandiera)   | C     | Lisa Alborghetti   |
|    | Italia (bandiera)   | C     | Mara Assoni        |
|    | Italia (bandiera)   | C     | Valentina Boni     |

| N. |                   | Ruolo | Calciatrice       |
| -- | ----------------- | ----- | ----------------- |
|    | Italia (bandiera) | C     | Veronique Brayda  |
|    | Italia (bandiera) | C     | Valentina Cernoia |
|    | Italia (bandiera) | C     | Giulia Ferrandi   |
|    | Italia (bandiera) | C     | Marcella Gozzi    |
|    | Italia (bandiera) | C     | Lara Messali      |
|    | Italia (bandiera) | C     | Elisa Paganotti   |
|    | Italia (bandiera) | C     | Venusia Paliotti  |
|    | Italia (bandiera) | C     | Martina Rosucci   |
|    | Italia (bandiera) | A     | Mara Gasparotti   |
|    | Italia (bandiera) | A     | Deborah Rolfi     |
|    | Italia (bandiera) | A     | Daniela Sabatino  |

## Calciomercato
| Acquisti | Acquisti           | Acquisti          | Acquisti   |
| R.       | Nome               | da                | Modalità   |
| -------- | ------------------ | ----------------- | ---------- |
| P        | Marisa Gorno       | Atletico Oristano | definitivo |
| P        | Lucija Mori        | Pomurje           | definitivo |
| D        | Erica Lonati       |                   |            |
| D        | Valentina Pedretti | Atalanta          | definitivo |
| C        | Lara Messali       |                   |            |
| C        | Martina Rosucci    | Torino            | definitivo |

| Cessioni | Cessioni       | Cessioni | Cessioni |
| R.       | Nome           | a        | Modalità |
| -------- | -------------- | -------- | -------- |
| C        | Sara D'Alessio |          |          |

## Risultati

### Serie A

#### Girone di andata
| Arbitro: | Luca Antonello (Bassano del Grappa) |

|  |           |                                 |
|  | Marcatori | 29’ (75), rig’ Boni 85’ Rosucci |

| Arbitro: | Simone Sozza (Seregno) |

|                           |           |  |
| Sabatino 81’ Ferrandi 85’ | Marcatori |  |

| Arbitro: | Daniele Frasca (Sulmona) |

|  |           |              |
|  | Marcatori | 79’ Sabatino |

| Arbitro: | Giuseppe Urraro (Nola) |

|             |           |  |
| Rosucci 84’ | Marcatori |  |

| Arbitro: | Davide Curti (Milano) |

|             |           |          |
| Coppola 58’ | Marcatori | 15’ Boni |

| Arbitro: | Matteo Bolsi (Parma) |

|              |           |                                                     |
| Ferrandi 41’ | Marcatori | 26’ (rig.) Manieri 28’ Panico 52’ Costi 55’ Maendly |

| Arbitro: | Marco Mezzarobba (Conegliano) |

|             |           |                    |
| Riboldi 63’ | Marcatori | 84’ (aut.) Bissoli |

| Arbitro: | Gianluca Sartori (Padova) |

|                               |           |                 |
| Sabatino 6’ Ferrandi 62’, 93’ | Marcatori | 13’ Scarpellini |

| Arbitro: | Roberto Basile (Genova) |

|  |           |                                       |
|  | Marcatori | 43’ Rosucci 53’ Ferrandi 84’ Sabatino |

| Arbitro: | Anna Di Nardo (Lodi) |

|                                                             |           |  |
| Alborghetti 14’, 45’ Sabatino 24’ Rosucci 52’, 64’ Boni 60’ | Marcatori |  |

| Arbitro: | Kether Del Toso (Maniago) |

|                    |           |                                                   |
| Santacatterina 19’ | Marcatori | 5’ (rig.) Boni 27’ Zizioli 42’, 58’, 86’ Sabatino |

| Arbitro: | Luca Torsello (Nichelino) |

|                              |           |  |
| Sabatino 14’ Alborghetti 28’ | Marcatori |  |

| Arbitro: | Mattia Di Paolo (Chieti) |

|                    |           |                                          |
| Schiavi 25’ (aut.) | Marcatori | 43’ Sabatino 69’ Cernoia 75’ (rig.) Boni |

#### Girone di ritorno
| Arbitro: | Niccolò Zizza (Finale Emilia) |

|                              |           |             |
| Ferrandi 21’ Boni 65’ (rig.) | Marcatori | 30’ Zanetti |

| Arbitro: | Salvatore Bertolino (Perugia) |

|  |           |                                     |
|  | Marcatori | 10’ Cernoia 83’ Sabatino 86’ Baroni |

| Arbitro: | Cosimo Cataldo (Bergamo) |

|                       |           |  |
| Sabatino 23’ Boni 72’ | Marcatori |  |

| Arbitro: | David Capelli (Bergamo) |

|  |           |                                               |
|  | Marcatori | 2’ Cernoia 34’ Sabatino 40’ Ferrandi 82’ Boni |

| Arbitro: | Gianluca Bariola (Piacenza) |

|                                                                           |           |              |
| Boni 16’ Sabatino 29’ Alborghetti 41’ Cernoia 56’ Ferrandi 67’ Assoni 87’ | Marcatori | 77’ Oliviero |

| Arbitro: | Francesco Cenami (Rieti) |

|                                                |           |              |
| Panico 46’ Fuselli 57’, 69’ Manieri 77’ (rig.) | Marcatori | 20’ Ferrandi |

| Arbitro: | Andrea Saggese (Rovereto) |

|  |           |                         |
|  | Marcatori | 42’ Riboldi 67’ Bonetti |

| Arbitro: | Giuseppe Gabriele Bertelli (Busto Arsizio) |

|                         |           |                         |
| Piccinno 51’ Tonani 94’ | Marcatori | 58’ Ferrandi 58’ Baroni |

| Arbitro: | Lorenzo Dalla Palma (Milano) |

|                                 |           |                                     |
| Boni 35’ Sabatino 48’, 80’, 82’ | Marcatori | 10’ Salvai 93’ Bonansea 95’ Moretti |

| Arbitro: | Giacomo Costantini (Ascoli Piceno) |

|  |           |                                               |
|  | Marcatori | 10’ Ferrandi 17’ Sabatino 71’ Boni 83’ Brayda |

| Arbitro: | Luca Innocenti (Lodi) |

|                     |           |             |
| Sabatino 90’ (rig.) | Marcatori | 61’ Peretto |

| Arbitro: | David Capelli (Bergamo) |

|                                           |           |  |
| Girelli 1’ (rig.) Pini 18’, 62’ Rocha 87’ | Marcatori |  |

| Arbitro: | Riccardo Campana (Seregno) |

|                                                                                      |           |  |
| Sabatino 33’ Boni 35’ (67) Zizioli 42’ Alborghetti 77’ Sabatino 83’, 90’ Rosucci 85’ | Marcatori |  |

### Coppa Italia

#### Primo turno
| 25 settembre 2011 | Franciacorta | 1 – 6 | Brescia |  |

#### Secondo turno
| Arbitro: | Fabrizio Giorgi (Legnano) |

|                        |           |                                     |
| Mauri 62’ Franzosi 79’ | Marcatori | 8’ Zizioli 58’ Sabatino 88’ Cernoia |

#### Ottavi di finale
| Arbitro: | Gabriele Bertelli (Busto Arsizio) |

|                                                      |           |           |
| Rosucci 20’ Alborghetti 45’ Cernoia 70’ Sabatino 75’ | Marcatori | 50’ Croce |

#### Quarti di finale
| Arbitro: | Alessandro Meleleo (Casarano) |

|                                                                   |           |              |
| Cernoia 10’ Sabatino 52’ Schiavi 68’ Pedretti 71’ Alborghetti 89’ | Marcatori | 86’ Bonansea |

#### Semifinali
| Arbitro: | Bruni (Fermo) |

|                   |           |                   |
| Parisi 87’ (rig.) | Marcatori | 17’, 59’ Sabatino |

#### Finale
| Arbitro: | Valentina Garoffolo (Vibo Valentia) |

|                                     |           |                         |
| Zizioli 3’ Cernoia 46’ Sabatino 98’ | Marcatori | 21’ Giuliano 69’ Vitale |

## Statistiche

### Statistiche di squadra
| Competizione | Punti | In casa | In casa | In casa | In casa | In casa | In casa | In trasferta | In trasferta | In trasferta | In trasferta | In trasferta | In trasferta | Totale | Totale | Totale | Totale | Totale | Totale | DR  |
| Competizione | Punti | G       | V       | N       | P       | Gf      | Gs      | G            | V            | N            | P            | Gf           | Gs           | G      | V      | N      | P      | Gf     | Gs     | DR  |
| ------------ | ----- | ------- | ------- | ------- | ------- | ------- | ------- | ------------ | ------------ | ------------ | ------------ | ------------ | ------------ | ------ | ------ | ------ | ------ | ------ | ------ | --- |
| Serie A      | 58    | 13      | 10      | 1       | 2       | 38      | 13      | 13           | 8            | 3            | 2            | 31           | 14           | 26     | 18     | 4      | 4      | 69     | 27     | +42 |
| Coppa Italia | -     | 3       | 3       | 0       | 0       | 12      | 4       | 3            | 3            | 0            | 0            | 11           | 4            | 6      | 6      | 0      | 0      | 23     | 8      | +15 |
| Totale       | -     | 16      | 13      | 1       | 2       | 50      | 17      | 16           | 11           | 3            | 2            | 42           | 18           | 32     | 24     | 4      | 4      | 92     | 35     | +57 |

### Statistiche delle giocatrici
| Giocatore      | Serie A  | Serie A  | Serie A     | Serie A    | Coppa Italia | Coppa Italia | Coppa Italia | Coppa Italia | Totale   | Totale | Totale      | Totale     |
| Giocatore      | Presenze | Reti     | Ammonizioni | Espulsioni | Presenze     | Reti         | Ammonizioni  | Espulsioni   | Presenze | Reti   | Ammonizioni | Espulsioni |
| -------------- | -------- | -------- | ----------- | ---------- | ------------ | ------------ | ------------ | ------------ | -------- | ------ | ----------- | ---------- |
| L. Alborghetti | 25       | 5        | 0           | 0          | ?            | ?            | ?            | ?            | 25+      | 5+     | 0+          | 0+         |
| M. Assoni      | 2        | 1        | 0           | 0          | ?            | ?            | ?            | ?            | 2+       | 1+     | 0+          | 0+         |
| C. Baroni      | 9        | 2        | 1           | 0          | ?            | ?            | ?            | ?            | 9+       | 2+     | 1+          | 0+         |
| V. Boni        | 26       | 14       | 0           | 0          | ?            | ?            | ?            | ?            | 26+      | 14+    | 0+          | 0+         |
| V. Brayda      | 10       | 1        | 0           | 0          | ?            | ?            | ?            | ?            | 10+      | 1+     | 0+          | 0+         |
| V. Cernoia     | 26       | 4        | 1           | 0          | ?            | ?            | ?            | ?            | 26+      | 4+     | 1+          | 0+         |
| R. D'Adda      | 26       | 0        | 2           | 0          | ?            | ?            | ?            | ?            | 26+      | 0+     | 2+          | 0+         |
| G. Ferrandi    | 26       | 11       | 0           | 0          | ?            | ?            | ?            | ?            | 26+      | 11+    | 0+          | 0+         |
| M. Gasparotti  | 0        | 0        | 0           | 0          | ?            | ?            | ?            | ?            | 0+       | 0+     | 0+          | 0+         |
| M. Gorno       | 11       | -13 (+1) | 0           | 0          | ?            | ?            | ?            | ?            | 11+      | -12+   | 0+          | 0+         |
| M. Gozzi       | 25       | 0        | 3           | 0          | ?            | ?            | ?            | ?            | 25+      | 0+     | 3+          | 0+         |
| E. Lonati      | 0        | 0        | 0           | 0          | ?            | ?            | ?            | ?            | 0+       | 0+     | 0+          | 0+         |
| L. Messali     | 0        | 0        | 0           | 0          | ?            | ?            | ?            | ?            | 0+       | 0+     | 0+          | 0+         |
| L. Mori        | 16       | -14      | 0           | 1          | ?            | ?            | ?            | ?            | 16+      | -14+   | 0+          | 1+         |
| E. Paganotti   | 0        | 0        | 0           | 0          | ?            | ?            | ?            | ?            | 0+       | 0+     | 0+          | 0+         |
| V. Paliotti    | 8        | 0        | 0           | 0          | ?            | ?            | ?            | ?            | 8+       | 0+     | 0+          | 0+         |
| V. Pedretti    | 25       | 0        | 3           | 0          | ?            | ?            | ?            | ?            | 25+      | 0+     | 3+          | 0+         |
| D. Rolfi       | 3        | 0        | 0           | 0          | ?            | ?            | ?            | ?            | 3+       | 0+     | 0+          | 0+         |
| M. Rosucci     | 15       | 6        | 4           | 0          | ?            | ?            | ?            | ?            | 15+      | 6+     | 4+          | 0+         |
| D. Sabatino    | 26       | 22       | 1           | 0          | ?            | ?            | ?            | ?            | 26+      | 22+    | 1+          | 0+         |
| V. Schiavi     | 24       | 0        | 4           | 0          | ?            | ?            | ?            | ?            | 24+      | 0+     | 4+          | 0+         |
| S. Zanoletti   | 17       | 0        | 0           | 0          | ?            | ?            | ?            | ?            | 17+      | 0+     | 0+          | 0+         |
| E. Zizioli     | 24       | 2        | 3           | 0          | ?            | ?            | ?            | ?            | 24+      | 2+     | 3+          | 0+         |